# قائمة الرحلات الرئاسية للباجي قائد السبسي

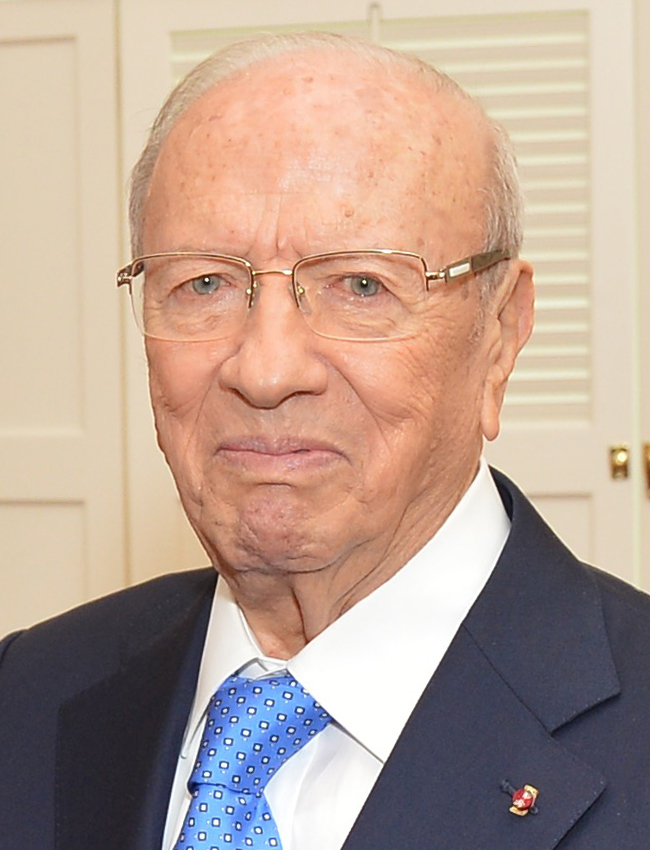
الرئيس الباجي قائد السبسي.

تحتوي هذه المقالة على قائمة الرحلات الرئاسية للباجي قائد السبسي، رابع رئيس للجمهورية التونسية. قام السبسي ب35 رحلة دولية إلى 19 دولة مختلفة، وذلك منذ بداية فترة رئاسته في 31 ديسمبر 2014 وحتى وفاته عند آدائه لمهامه في 25 يوليو 2019، أشهر قبل انتهاء ولايته. كل الرحلات الرئاسية الخارجية توجد أسفله.

## الرحلات الدولية
| عدد الرحلات | الدولة                                                                                     |
| ----------- | ------------------------------------------------------------------------------------------ |
| رحلة واحدة  | الإمارات العربية المتحدة، السويد، الكويت، البحرين، قطر، بلجيكا، ساحل العاج، أرمينيا، مالطا |
| رحلتين      | الجزائر، الولايات المتحدة، الأردن، ألمانيا، إثيوبيا، مصر، سويسرا                           |
| 3 رحلات     | إيطاليا                                                                                    |
| 4 رحلات     |                                                                                            |
| 5 رحلات     | فرنسا، السعودية                                                                            |

## 2015
الجدول أسفله هو للرحلات الرئاسية الخارجية للباجي قائد السبسي التي أداها خلال سنة 2015.
| الدولة                   | المدينة التي زارها | التاريخ        | ملاحظات | المصدر      |
| ------------------------ | ------------------ | -------------- | --- | ----------- |
| إثيوبيا                  | أديس أبابا         | 28 - 30 يناير  | انظر أيضاً: علاقات تونس والاتحاد الأفريقي، العلاقات الإثيوبية التونسية المشاركة في القمة 24 للاتحاد الأفريقي. | [ 1 ]       |
| الجزائر                  | الجزائر العاصمة    | 4 - 5 فبراير   | انظر أيضاً: العلاقات التونسية الجزائرية زيارة رسمية ولقاء مع الرئيس عبد العزيز بوتفليقة والوزير الأول عبد المالك سلال ورئيس مجلس الأمة عبد القادر بن صالح.                                                                        | [ 2 ]       |
| فرنسا                    | باريس              | 7 - 8 أبريل    | انظر أيضاً: العلاقات التونسية الفرنسية زيارة رسمية التقى فيها مع الرئيس فرانسوا أولاند ورئيس الوزراء مانويل فالس ورئيس مجلس الشيوخ جيرارد لارشيه والذي ألقى كلمة فيه أمام أعضائه، وكذلك التقى رئيس الجمعية الوطنية كلود بارتولون. | [ 3 ] [ 4 ] |
| الولايات المتحدة         | واشنطن العاصمة     | 20 - 21 مايو   | انظر أيضاً: العلاقات الأمريكية التونسية زيارة رسمية التقى فيها الرئيس باراك أوباما. | [ 5 ]       |
| الإمارات العربية المتحدة | دبي                | 20 - 21 سبتمبر | انظر أيضاً: العلاقات الإماراتية التونسية لقاء مع محمد بن راشد آل مكتوم وتعزيته في وفاة ابنه راشد بن محمد آل مكتوم. | [ 6 ]       |
| مصر                      | القاهرة            | 4 - 5 أكتوبر   | انظر أيضاً: العلاقات التونسية المصرية زيارة رسمية ولقاء مع الرئيس عبد الفتاح السيسي ورئيس الوزراء شريف إسماعيل. المشاركة في احتفالات إحياء ذكرى حرب أكتوبر.                                                                       | [ 7 ]       |
| الأردن                   | عمان               | 20 - 21 أكتوبر | انظر أيضاً: العلاقات الأردنية التونسية زيارة رسمية ولقاء مع الملك عبد الله الثاني بن الحسين ورئيس الوزراء عبد الله النسور. | [ 8 ]       |
| السويد                   | ستوكهولم           | 4 - 6 نوفمبر   | انظر أيضاً: العلاقات التونسية السويدية زيارة رسمية ولقاء مع الملك كارل السادس عشر غوستاف ورئيس الوزراء ستيفان لوفن وكذلك إلقاء كلمة أمام البرلمان السويدي.                                                                        | [ 9 ]       |
| فرنسا                    | باريس              | 14 نوفمبر      | انظر أيضاً: العلاقات التونسية الفرنسية لقاء الرئيس فرانسوا أولاند وتعزيته إثر هجمات باريس 2015. | [ 10 ]      |
| السعودية                 | الرياض             | 22 - 23 ديسمبر | انظر أيضاً: العلاقات التونسية السعودية زيارة رسمية ولقاء مع الملك سلمان بن عبد العزيز آل سعود وولي العهد الأمير محمد بن نايف بن عبد العزيز آل سعود ووزير الخارجية عادل الجبير.                                                    | [ 11 ]      |

## 2016

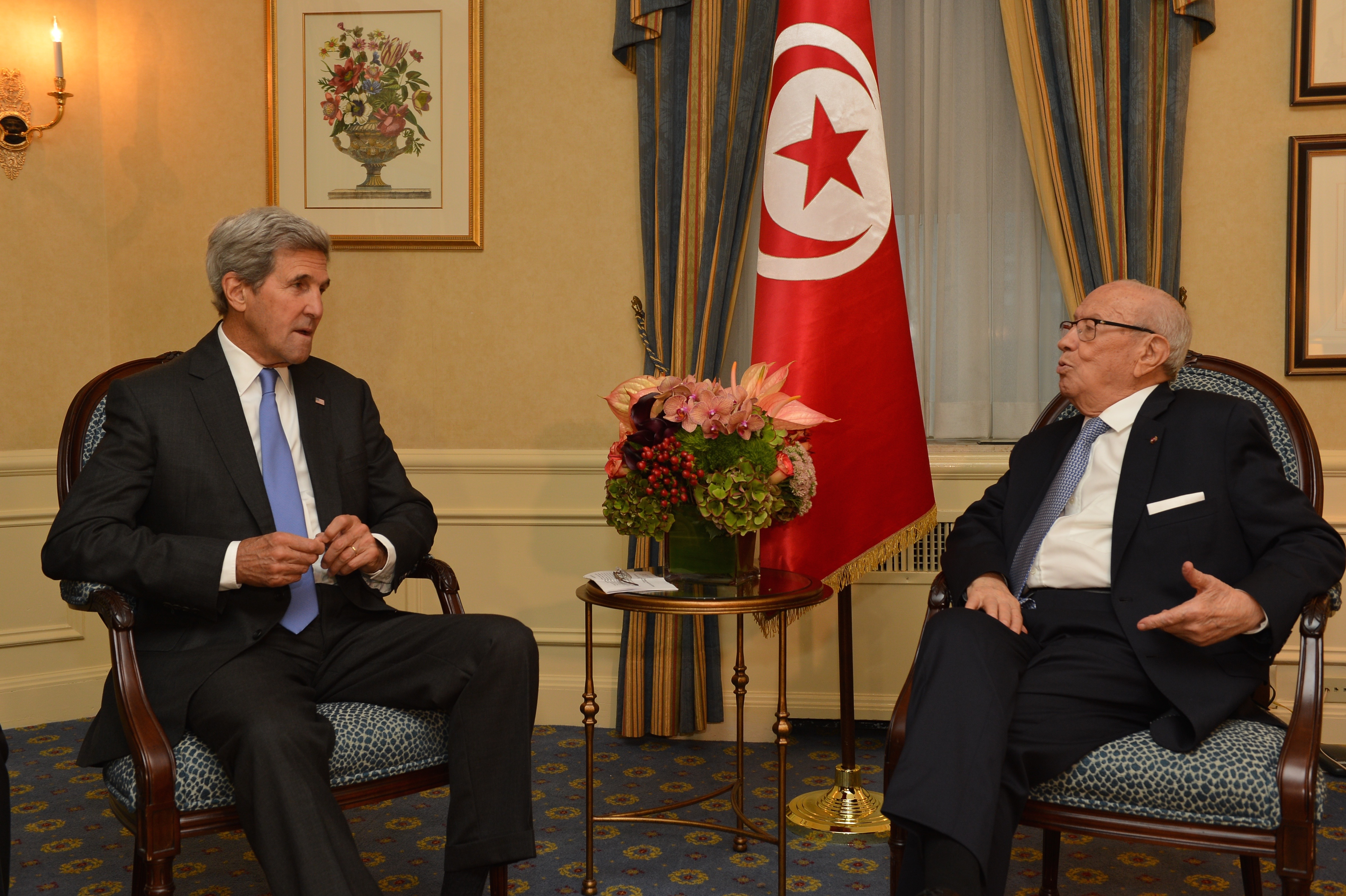
السبسي أثناء لقائه مع وزير الخارجية الأمريكي جون كيري في 19 سبتمبر 2016.

الجدول أسفله هو للرحلات الرئاسية الخارجية للباجي قائد السبسي التي أداها خلال سنة 2016.
| الدولة           | المدينة التي زارها | التاريخ              | ملاحظات | المصدر        |
| ---------------- | ------------------ | -------------------- | --- | ------------- |
| الكويت           | مدينة الكويت       | 26 - 27 يناير        | انظر أيضاً: العلاقات التونسية الكويتية زيارة رسمية ولقاء مع الأمير صباح الأحمد الجابر الصباح ورئيس الوزراء جابر مبارك الحمد الصباح ورئيس مجلس الأمة جاسم الخرافي ووزير الشؤون الخارجية صباح الخالد الحمد الصباح. | [ 12 ]        |
| البحرين          | المنامة            | 27 - 28 يناير        | انظر أيضاً: العلاقات البحرينية التونسية زيارة رسمية ولقاء مع الملك حمد بن عيسى بن سلمان آل خليفة ورئيس الوزراء خليفة بن سلمان بن حمد آل خليفة. | [ 13 ]        |
| سويسرا           | برن                | 18 - 19 فبراير       | انظر أيضاً: العلاقات التونسية السويسرية زيارة رسمية التقى فيها مع الرئيس يوهان شنايدر-آمان وألقى فيها كلمة أمام المجلس الفدرالي. | [ 14 ]        |
| قطر              | الدوحة             | 17 - 19 مايو         | انظر أيضاً: العلاقات التونسية القطرية زيارة رسمية التقى فيها مع الأمير تميم بن حمد بن خليفة آل ثاني ووالده الأمير حمد بن خليفة آل ثاني. | [ 15 ]        |
| الولايات المتحدة | نيويورك            | 18 - 21 سبتمبر       | انظر أيضاً: علاقات تونس والأمم المتحدة، العلاقات الأمريكية التونسية المشاركة في الدورة 71 للجمعية العامة للأمم المتحدة والمنتدى الإقتصادي الأمريكي الإفريقي. | [ 16 ] [ 17 ] |
| بلجيكا           | بروكسال            | 30 نوفمبر - 1 ديسمبر | انظر أيضاً: علاقات تونس والاتحاد الأوروبي، العلاقات البلجيكية التونسية المشاركة في «قمة تونس والاتحاد الأوروبي»، ولقاء مع مارتن شولتز رئيس البرلمان الأوروبي، ودونالد توسك رئيس المجلس الأوروبي وفيديريكا موغيريني الممثل الأعلى لسياسة الأمن والشؤون الخارجية في الاتحاد الأوروبي. إلقاء خطاب أمام أعضاء البرلمان الأوروبي. لقاء مع ملك بلجيكا الملك فيليب. | [ 18 ]        |
| الجزائر          | الجزائر العاصمة    | 13 ديسمبر            | انظر أيضاً: العلاقات التونسية الجزائرية زيارة عمل ولقاء مع الرئيس عبد العزيز بوتفليقة. | [ 19 ]        |

## 2017

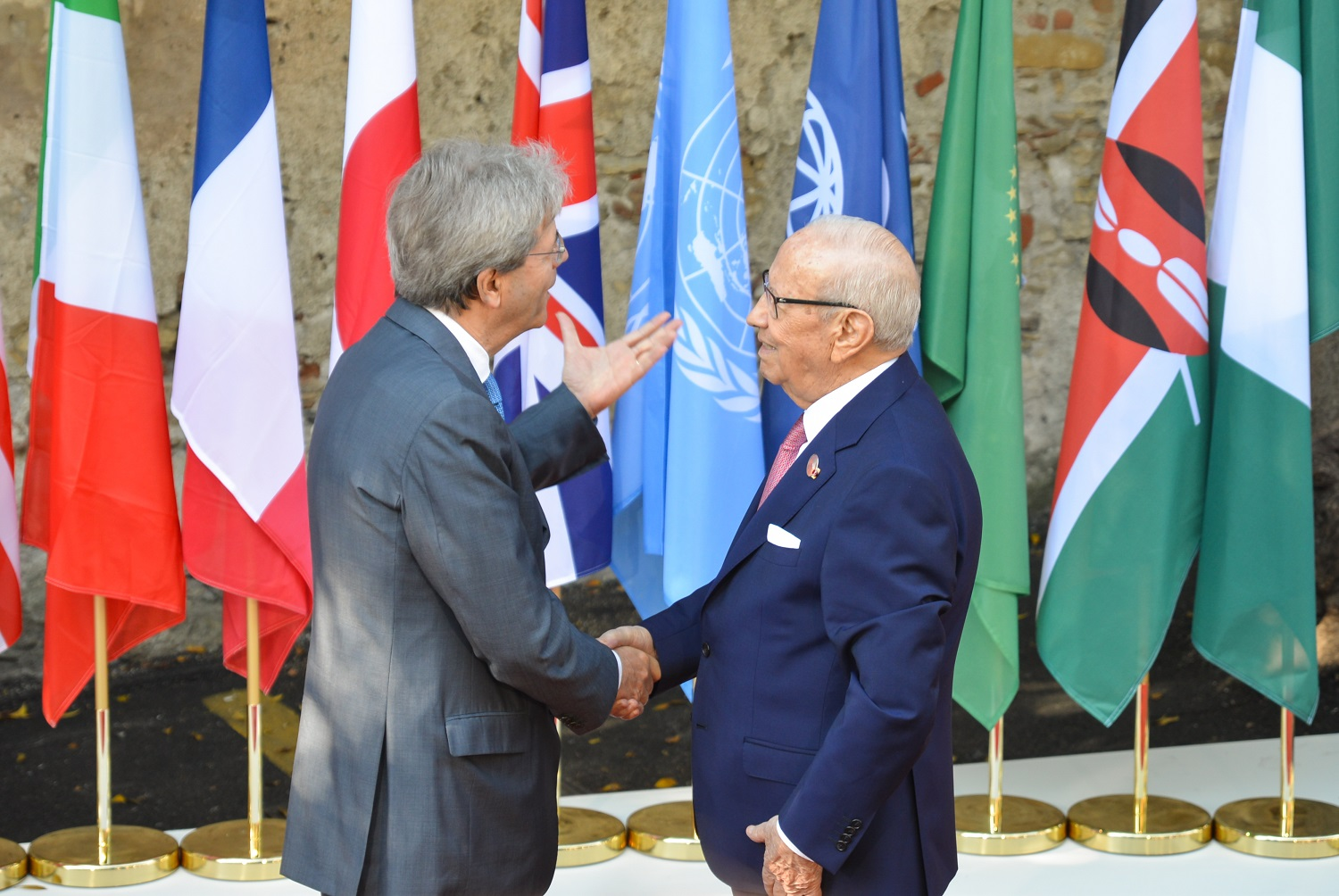
السبسي مع رئيس الوزراء الإيطالي باولو جينتيلوني أثناء مشاركته في قمة مجموعة السبع 2017 في إيطاليا.

الجدول أسفله هو للرحلات الرئاسية الخارجية للباجي قائد السبسي التي أداها خلال سنة 2017.
| الدولة     | المدينة التي زارها | التاريخ        | ملاحظات | المصدر |
| ---------- | ------------------ | -------------- | --- | ------ |
| إيطاليا    | روما               | 8 - 9 فبراير   | انظر أيضاً: العلاقات الإيطالية التونسية زيارة دولة ولقاء مع الرئيس سيرجيو ماتاريلا ورئيس الوزراء باولو جينتيلوني.      | [ 20 ] |
| الأردن     | البحر الميت        | 28 - 29 مارس   | انظر أيضاً: العلاقات الأردنية التونسية المشاركة في القمة العربية 2017.                                                 | [ 21 ] |
| السعودية   | الرياض             | 20 - 21 مايو   | انظر أيضاً: العلاقات التونسية السعودية المشاركة في قمة الرياض 2017.                                                    | [ 22 ] |
| إيطاليا    | تاورمينا           | 26 - 27 مايو   | انظر أيضاً: العلاقات الإيطالية التونسية المشاركة في قمة مجموعة السبع 2017 كضيف.                                        | [ 23 ] |
| ألمانيا    | برلين              | 12 - 13 يونيو  | انظر أيضاً: العلاقات الألمانية التونسية مؤتمر «الشراكة مع افريقيا» الذي تنظمّه الرئاسة الألمانية لمجموعة العشرين (G20). | [ 24 ] |
| ساحل العاج | أبيدجان            | 29 - 30 نوفمبر | انظر أيضاً: العلاقات الإيفوارية التونسية القمة الخامسة للاتحاد الأفريقي - الاتحاد الأوروبي.                            | [ 25 ] |
| فرنسا      | باريس              | 10 - 12 ديسمبر | انظر أيضاً: العلاقات التونسية الفرنسية مؤتمر المناخ «قمة الكوكب الواحد».                                               | [ 26 ] |

## 2018
الجدول أسفله هو للرحلات الرئاسية الخارجية للباجي قائد السبسي التي أداها خلال سنة 2018.
| الدولة   | المدينة التي زارها | التاريخ        | ملاحظات                                                                                          | المصدر |
| -------- | ------------------ | -------------- | ------------------------------------------------------------------------------------------------ | ------ |
| السعودية | الظهران            | 14 - 15 أبريل  | المشاركة في القمة العربية 2018.                                                                  | [ 27 ] |
| فرنسا    | باريس              | 29 مايو        | المشاركة في الندوة الدولية حول ليبيا.                                                            | [ 28 ] |
| أرمينيا  | يريفان             | 11 - 12 أكتوبر | المشاركة في القمة السابعة عشر للمنظمة الدولية للفرنكوفونية.                                      | [ 29 ] |
| ألمانيا  | برلين              | 30 - 31 أكتوبر | المشاركة في ندوة الشراكة بين مجموعة العشرين وأفريقيا وقمة العشرين للإستثمار في إفريقيا.          | [ 30 ] |
| فرنسا    | باريس              | 10 11 نوفمبر   | المشاركة في ندوة باريس للسلام بمناسبة إحياء الذكرى المئوية للهدنة وانتهاء الحرب العالمية الأولى. | [ 31 ] |
| إيطاليا  | باليرمو            | 12 نوفمبر      | المشاركة في المؤتمر الدولي من أجل ليبيا.                                                         | [ 32 ] |

## 2019
الجدول أسفله هو للرحلات الرئاسية الخارجية للباجي قائد السبسي التي أداها خلال سنة 2019.
| الدولة   | المدينة التي زارها | التاريخ        | ملاحظات | المصدر        |
| -------- | ------------------ | -------------- | --- | ------------- |
| مالطا    | فاليتا             | 5 - 6 فبراير   | انظر أيضاً: العلاقات التونسية المالطية زيارة دولة.                                                                                | [ 33 ]        |
| إثيوبيا  | أديس أبابا         | 10 - 11 فبراير | انظر أيضاً: علاقات تونس والاتحاد الأفريقي المشاركة في الدورة العادية 32 لمؤتمر رؤساء دول وحكومات الاتحاد الأفريقي.                | [ 34 ]        |
| مصر      | شرم الشيخ          | 23 - 24 فبراير | المشاركة في القمة العربية الأوروبية الأولى.                                                                                      | [ 35 ]        |
| سويسرا   | جنيف               | 24 - 25 فبراير | انظر أيضاً: علاقات تونس والأمم المتحدة المشاركة في الجزء رفيع المستوى من الدورة الأربعين لمجلس حقوق الإنسان التابع للأمم المتحدة. | [ 36 ]        |
| السعودية | مكة                | 30 - 31 ماي    | المشاركة في القمة العربية الاستثنائية والقمة الإسلامية.                                                                          | [ 37 ] [ 38 ] |

## مقالات ذات صلة
- الباجي قائد السبسي
- رئيس الجمهورية التونسية

## روابط خارجية
- الصفحة الرسمية للسبسي على الفيسبوك.